# What Makes You Country
What Makes You Country — шестой студийный альбом американского кантри-певца Люка Брайана, выпущенный 8 декабря 2017 года. Диск дебютировал на первом месте американского хит-парада Billboard 200, одновременно возглавив и кантри-чарт Top Country Albums. Это его четвёртый чарттоппер, после альбомов Kill the Lights (2015), Crash My Party (2013) и Spring Break... Here to Party (2013) и восьмой в кантри-чарте.

## Об альбоме
Альбом получил положительные отзывы музыкальной критики и интернет-изданий, например, The Guardian (3 из 5), Variety, AllMusic (3 из 5), Rolling Stone (3 из 5), The New York Times, Paste (7 из 10).

## Коммерческий успех
What Makes You Country дебютировал на первом месте американского хит-парада Billboard 200 с тиражом 108,000 единиц, включая 99,000 копий, став четвёртым чарттоппером певца в США.
К апрелю 2019 тираж альбома составил 362,800 копий в США.

## Список композиций
1. «What Makes You Country» (Bryan, Dallas Davidson, Ashley Gorley) — 3:56, аудио
2. «Out of Nowhere Girl» (Bryan, Davidson, Gorley) — 3:38, аудио
3. «Light It Up» (Bryan, Brad Tursi) — 2:57
4. «Most People Are Good» (David Frasier, Ed Hill, Josh Kear) — 3:41, лирик-видео
5. «Sunrise, Sunburn, Sunset» (Zach Crowell, Ryan Hurd, Chase McGill) — 3:36, аудио
6. «Bad Lovers» (Davidson, Kyle Fishman, Justin Wilson) — 3:36, аудио
7. «Drinking Again» (David Lee Murphy, Brad Warren, Brett Warren) — 3:45, аудио
8. «Land of a Million Songs» (Bryan, Jeff Stevens, Jody Stevens) — 3:31, аудио
9. «Like You Say You Do» (Bryan, Gorley, Michael Carter) — 3:40 аудио
10. «Hooked on It» (Bryan, Davidson, Murphy) — 3:17, аудио
11. «She’s a Hot One» (Carter, McGill) — 2:55, аудио
12. «Hungover in a Hotel Room» (Rodney Clawson, Kear, Chris Tompkins) — 3:54, аудио
13. «Pick It Up» (Bryan, Clawson, Matt Dragstrem) — 2:59, аудио
14. «Driving This Thing» (Rhett Akins, Ben Hayslip, Jody Stevens) — 2:56, аудио
15. «Win Life» (Clawson, Ross Copperman, Nicolle Galyon) — 3:14, аудио

## Позиции в чартах
| Чарт (2017)                                   | Высшая позиция |
| --------------------------------------------- | -------------- |
| Австралия (ARIA)                              | 6              |
| Канада (Canadian Albums Chart)                | 5              |
| Новая Зеландия (N.Z. Heatseeker Albums, RMNZ) | 2              |
| Швейцария (Schweizer Hitparade)               | 68             |
| США (Billboard 200)                           | 1              |
| США (Billboard Top Country Albums)            | 1              |

| Чарт (2018)                         | Позиция |
| ----------------------------------- | ------- |
| Австралия (Country Albums, ARIA)    | 6       |
| США (Billboard 200)                 | 54      |
| США (Top Country Albums, Billboard) | 6       |

| Чарт (2019)                         | Позиция |
| ----------------------------------- | ------- |
| США (Top Country Albums, Billboard) | 36      |

## Сертификации
| Регион | Сертификация | Продажи |
| --- | ------------ | ------- |
| США (RIAA) | Золотой      | 500 000 |
| * Данные о продажах приведены только на основе сертификации. · ^ Данные о тиражах приведены только на основе сертификации. · Данные о продажах + прослушиваниях приведены только на основе сертификации. |              |         |